# کنسالوو سانزی
کنسالوو سانزی (ایتالیایی: Consalvo Sanesi؛ زادهٔ ۲۸ مارس ۱۹۱۱ در ترانوووا براچیولینی، آرتزو، درگذشتهٔ ۲۸ ژوئیهٔ ۱۹۹۸ در میلان) رانندهٔ مسابقات اتومبیل‌رانی اهل ایتالیا بود که از فصل ۱۹۵۰ تا ۱۹۵۱ در مجموع در پنج گراند پری از مسابقات جهانی فرمول یک شرکت کرد.
او در طول دوران فعالیت خود در فرمول یک تنها ۳ امتیاز را به نام خود به‌ثبت رساند.
سانزی در ۲۸ ژوئیهٔ ۱۹۹۸ در میلان درگذشت.